# Petra Petersson
Petra Petersson (* 1966 in Lund, Schweden) ist eine schwedische Architektin, Professorin und Dekanin der Fakultät für Architektur an der Technischen Universität Graz. Petersson ist die Gründerin von Realarchitektur, einem preisgekrönten Architekturbüro mit Sitz in Berlin, Deutschland.

## Frühes Leben und Ausbildung
Petersson wurde 1966 in Lund, Schweden, geboren. In ihrer Jugend besuchte sie Schulen in Frankreich, der Schweiz, den USA, Deutschland und Schweden. Sie studierte Architektur an der Universität Lund in Schweden und der Mackintosh School of Architecture, Glasgow School of Art in Schottland, wo sie 1991 ihr Diplom in Architektur erhielt.

## Karriere
Petersson arbeitete in Architekturbüros in Glasgow, Auckland, Stockholm und Berlin, bevor sie 2003 Realarchitektur gründete. Sie ist registriertes Mitglied der Architektenkammer Berlin und gewähltes Mitglied des Bund Deutscher Architektinnen und Architekten. Seit 2019 ist Petersson auch registriertes Mitglied der Ziviltechnikerkammer für Steiermark und Kärnten. Petersson wird regelmäßig als Jurorin für Architekturwettbewerbe eingeladen und hat international über ihre Arbeit publiziert, ausgestellt und Vorträge gehalten. Sie ist derzeit Professorin für Architektur an der Technischen Universität Graz, wo sie Leiterin des Instituts für Grundlagen der Konstruktion und des Entwerfens ist. Seit 2018 ist Petersson Dekanin der Fakultät für Architektur. 2021 gründete sie die Gender Taskforce, eine Arbeitsgruppe, die sich der Förderung von Gleichberechtigung in der architektonischen Ausbildung widmet.

## Ausgewählte Arbeiten
Die Projekte sind sortiert nach dem Datum der Fertigstellung:
- 2008: Reichsbahnbunker Friedrichstraße, Berlin[8]
- 2014: Kransbindarvägens radhus: Vorschule mit 5 Einheiten, Stockholm
- 2014: Wohnhaus Stockholm: 38 Wohneinheiten, Hägersten[9]
- 2015: 7 Villen, Lidingö
- 2016: Feuerle Collection, Berlin (in Zusammenarbeit mit John Pawson)[10][11]
- 2022: Weitsicht Cobenzl, Wien (in Zusammenarbeit mit Mostlikely)[12][13]

## Auszeichnungen
- 2008: Architekturpreis Beton 2008[14]
- 2009: Contractworld Award, Category Conversion, 3rd prize[15]
- 2009: BDA-Preis Berlin, Auszeichnung[16]
- 2009: Architekturpreis Berlin, Auszeichnung[15]
- 2009: Mies van der Rohe Award for European Architecture, nominiert[17]
- 2010: BDA-Architekturpreis "Nike" für die beste atmosphärische Wirkung, shortlisted[18]
- 2013: Architekturpreis Berlin, Auszeichnung[19]